# Iudaism ultraortodox

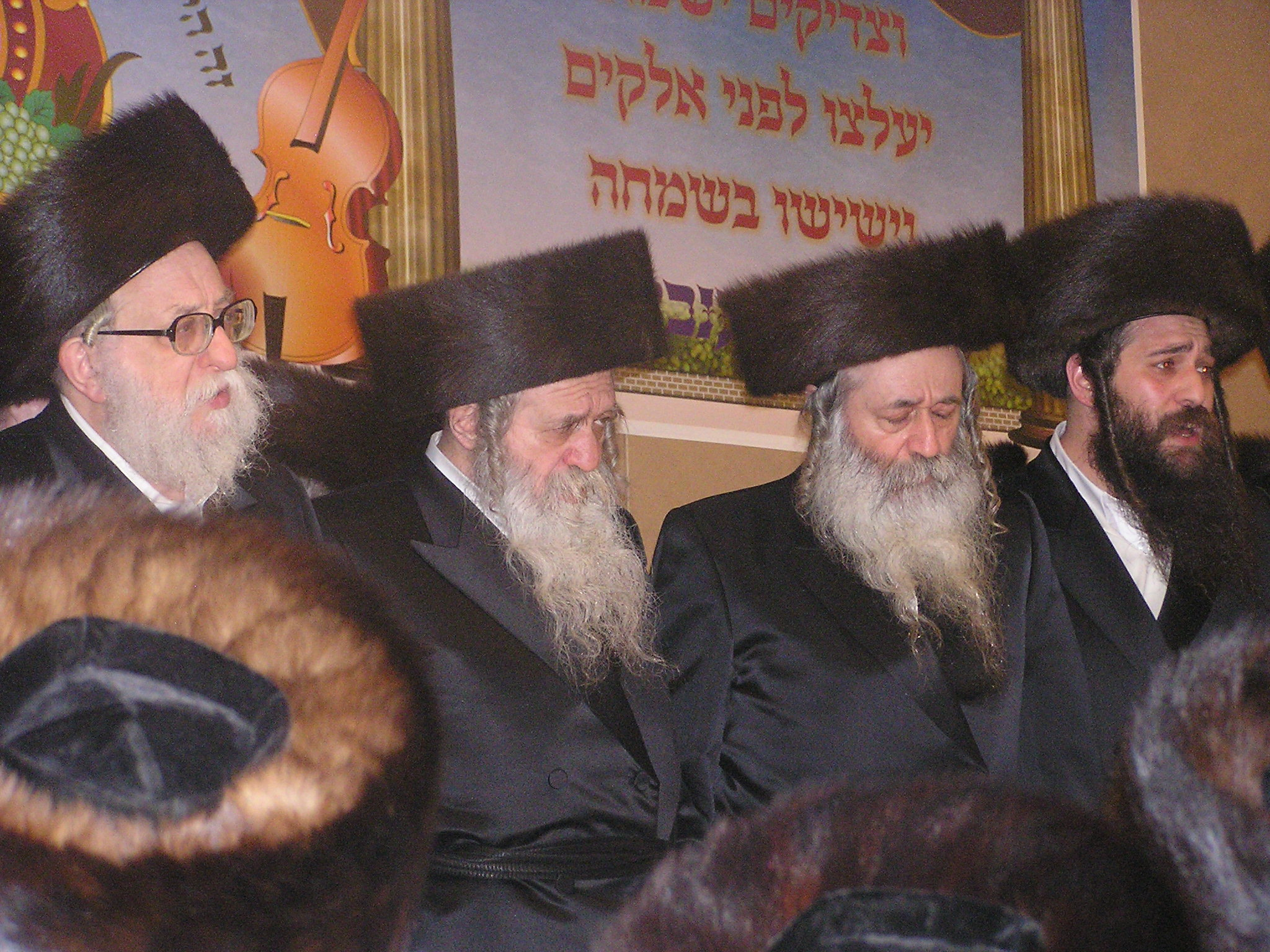
Rabini ultraortodocși din dinastia hasidică Cernobil

Iudaismul ultraortodox, cunoscut în zilele noastre și ca Iudaism Haredit (în ebraică:יהדות חרדית - yahadut haredit), reprezintă o ramură integristă, izolaționistă, a iudaismului ortodox, caracterizată prin aderența strictă la halaha și tradiții, în toate domeniile vieții, în opoziție cu culturile moderne.
În România, numărul evreilor ultraortodocși a scăzut considerabil în urma Holocaustului și apoi, a emigrației în Israel și a restricțiilor din timpul regimului comunist, când cei rămași dintre adepții acestui curent ideologic tradiționalist s-au încadrat în așa numita „secție ortodoxă” din cadrul Federației Comunităților Evreiești. După anul 2000 în rândurile micii colectivităti evreiești rămase în România este activ doar grupul hasidic Habad, sprijinit cu cadre și material de centrele lui din New York și Israel  Unele fracțiuni ultraortodoxe, aflate în mai ales în Statele Unite, cum ar fi hasidismul Satmar, au exprimat în mod public dorința de a reînvia o prezență sau cel puțin pelerinaje ultraortodoxe în locurile sfinte pentru ele în România.
Intelectualii laici și rabinii iudaismului modernist (ortodox modern, reformat, conservativ) îi consideră pe Haredim drept fundamentaliști radicali.